# Ciclism la Jocurile Olimpice de vară din 2020 - Cursa masculină de freestyle
Cursa ciclistă de BMX freestyle masculin de la Jocurile Olimpice de vară din 2020 a avut loc în perioada 31 iulie-1 august 2021 pe Ariake Urban Sports Park,Tokyo.

## Program
Orele sunt ora Japoniei (UTC+9) 
| Data                    | Timp  | Etapă             |
| ----------------------- | ----- | ----------------- |
| Sâmbătă, 31 iulie 2021  | 10:10 | Locurile la start |
| Duminică, 1 august 2021 | 10:10 | Finala            |

## Rezultate

### Locurile la start
Faza aceasta a determinat ordinea de start în finală, cel mai bine clasat ciclist în această rundă plecând ultimul în finală.
| Loc | Ciclist          | Țară                       | Cursa 1 | Cursa 2 | Medie | Note |
| --- | ---------------- | -------------------------- | ------- | ------- | ----- | ---- |
| 1   | Logan Martin     | Australia                  | 91,90   | 90,04   | 90,97 |      |
| 2   | Rim Nakamura     | Japonia                    | 86,20   | 89,14   | 87,67 |      |
| 3   | Daniel Dhers     | Venezuela                  | 84,20   | 86,00   | 85,10 |      |
| 4   | Anthony Jeanjean | Franța                     | 83,00   | 86,30   | 84,65 |      |
| 5   | Irek Rizaev      | (COR)                      | 81,20   | 81,30   | 81,25 |      |
| 6   | Kenneth Tencio   | Costa Rica                 | 75,20   | 84,40   | 79,80 |      |
| 7   | Declan Brooks    | Marea Britanie             | 74,30   | 79,20   | 76,75 |      |
| 8   | Justin Dowell    | Statele Unite ale Americii | 69,80   | 80,60   | 75,20 |      |
| 9   | Nick Bruce       | Statele Unite ale Americii | 6,60    | 1,00    | 3,80  |      |

### Finala
| Loc | Ciclist          | Țară                       | Cursa 1 | Cursa 2           | Cel mai bun rezultat | Note |
| --- | ---------------- | -------------------------- | ------- | ----------------- | -------------------- | ---- |
| 1   | Logan Martin     | Australia                  | 93,30   | 41,40             | 93,30                |      |
| 2   | Daniel Dhers     | Venezuela                  | 90,10   | 92,05             | 92,05                |      |
| 3   | Declan Brooks    | Marea Britanie             | 89,40   | 90,80             | 90,80                |      |
| 4   | Kenneth Tencio   | Costa Rica                 | 84,20   | 90,50             | 90,50                |      |
| 5   | Rim Nakamura     | Japonia                    | 72,20   | 85,10             | 85,10                |      |
| 6   | Irek Rizaev      | (COR)                      | 36,60   | 82,40             | 82,40                |      |
| 7   | Anthony Jeanjean | Franța                     | 78,20   | 51,20             | 78,20                |      |
| 8   | Justin Dowell    | Statele Unite ale Americii | 44,60   | 31,60             | 44,60                |      |
| 9   | Nick Bruce       | Statele Unite ale Americii | 24,60   | Nu a luat startul | 24,60                |      |